# Ӷ
Ӷ, ӷ или Г с камшиче е буква от кирилицата. Обозначава звучната заднонебна проходна съгласна /ɣ/ или звучната гласилкова проходна съгласна /ɦ/. Използва се в абхазкия език, в ескимоските юитски езици и в нивхския език.
Буквата Ӷ произлиза от кирилското Г, на което е добавено камшиче (десцендер). Транслитерира се на латиница като g. В последно време в абхазкия език буквата Ӷ заменя Ҕ.